# Фирма (филм из 1989)
Фирма (енгл. The Firm) је британски драмски и телевизијски филм из 1989. у режији Алана Кларка и сценарију Ал Хантера Ештона за ББЦ. У његовом глумачком дебију играју Гари Олдман, Лесли Менвил, Фил Дејвис, Чарлс Лосон и Стив Мекфеден. Филм је заснован на активностима навијачке групе Inter City Firm Вест Хем јунајтеда током 1970-их и 1980-их.
Филм, који је изазвао контроверзе по објављивању, постао је један од најбољих филмова на тему фудбалског хулиганизма. Значајан је по томе што скоро да нема музичке партитуре или дијегетске музике, осим извођења Дина Мартина That's Amore" преко уводних наслова. Олдманов наступ је поздрављен као један од највећих у његовој каријери.

## Улоге
| Глумац             | Улога              |
| ------------------ | ------------------ |
| Гари Олдман        | Клајв "Бекс" Бисел |
| Лесли Менвил       | Сју Бисел          |
| Алберт Бентал      | Семи Бисел         |
| Фил Дејвис         | "Yeti"             |
| Ендру Вајлд        | "Oboe"             |
| Чарлс Лајсон       | "Trigg"            |
| Вилијам Вандерпује | "Aitch"            |
| Џеј Симпсон        | Доминик            |
| Патрик Мари        | "Nunk"             |
| Роби Џи            | "Snowy"            |
| Тери Сју-Пет       | Јусеф              |
| Ник Данинг         | Симон              |
| Николас Хјуецон    | Beef               |
| Стив Макфаден      | Били               |
| Стивен Свини       | ЈТ                 |
| Хепберн Грејам     | СТУ                |

## Радња
Радња филма одвија се у Енглеској уочи Европског првенства у фудбалу 1988. Један од вођа хулиганске банде Вест Хем јунајтеда покушава да уједини британске фудбалске банде у циљу јединственог фронта фудбалској сцени на предстојећем Европском првенству. Међутим, многр вође хулиганских банди сматрају овај потез покушајем омаловажавања њиховог утицаја у сопственим бандама и у овом тренутку насиље се више не може зауставити.

## Производња
Алан Кларк је снимао низ изазовних и сложених филмова током 80-их, делимично под утицајем коришћења тада пионирског стеадицама. Године 1998, драматург и писац Давид Харе је прокоментарисао да „Алан верује у стил који описујем као неку врсту демократске камере [. . . ] Фирма је очигледно врхунац стила и мислим да је ремек-дело." У складу са ранијим филмовима као што су Олош и Made in Britain, Фирма се првенствено фокусира на ликове за које се може видети да немају искупитељске квалитете и да су самодеструктивни.
Писац Ал Хантер Ештон (кредитован као Ал Хантер) делимично је засновао сценарио на сопственом искуству, будући да је и сам неколико година био члан "фирме".
Сам филм је снимљен у Темзмиду и околини у пролеће 1988. године; Кларк је успео да убеди Гарија Олдмана да преузме главну улогу Бекса, док је улогу Сју играла Олдманова тадашња супруга Лесли Менвил. Као што је Олдман касније прокоментарисао 1998. године, „Алан[...] је био одличан за откривање људи“, а Фирма има велики број глумаца чији ће профили постати знатно подигнути током 1990-их, укључујући Стива Мекфедена (касније ће играти Фила Мичела у Истендерси), Чарлс Лавсон (касније Џим Макдоналд у Coronation Street) и Стевен Свини (касније Планк у Две чађаве двоцевке). Бексово и Сјуино дете игра син Џенин Дувицки са којим је Кларк радио за Diane (1975).
Састанак три одвојене фирме снимљен је у хотелу Тавер на Тавер Бриџу; током снимања, дошло је до праве туче између различитих чланова глумачке екипе која је резултирала неким оштећењем самог хотела.
Фирма је био последњи филм Алана Кларка; продуцент Дејвид М. Томпсон је у интервјуу из 1998. приметио да се „за време снимања филма Фирма Алан жалио на болове у леђима. Живо се сећам да сам га одвезао код остеопата. Наравно, то уопште није била бол у леђима." Током наредне године, Кларку је дијагностикован рак који ће на крају довести до његове смрти 1990.

## Пријем и наслеђе
Фирма се показала контроверзном, и била је и слављена и осуђена због свог насилног садржаја. Том Досон у часопису The List је известио да се „широко сматра најтежим и најпроницљивијим екранским приказом фудбалских хулигана“. Vice критичар Хари Сворд је написао да „Фирма остаје дефинитивни целулоидни документ о фудбалском хулиганизму: панорамско ремек-дело које је ухватило свет опаког насиља и материјалних тежњи“. Филип Френч у The Observer описао је филм као „на неки начин најбољи филм на тему фудбалског хулиганизма и кључни текст на тему Тачерине Британије“.
Фирма је описана као култни класик.